# صربستان در المپیک تابستانی ۲۰۲۴
کاروان المپیکی صربستان یکی از کاروان‌های شرکت‌کننده در بازی‌های المپیک تابستانی ۲۰۲۴ بود. این دوره از بازی‌ها از ۲۶ ژوئیه تا ۱۱ اوت ۲۰۲۴ (۵ تا ۲۱ امرداد ۱۴۰۳ خورشیدی) به میزبانی پاریس، پایتخت فرانسه برگزار شد. کاروان المپیکی صربستان در این دوره ششمین حضور مستقلش را تجربه کرد. آنها پیشتر به عنوان بخشی از یوگسلاوی (۱۹۲۰-۱۹۹۲) و به همراه مونته‌نگرو (۱۹۹۶-۲۰۰۶) تجربه کرده بودند.
در این دوره صربستان با کسب ۳ طلا، یک نقره و یک برنز، در جایگاه بیست و هفتم رده‌بندی کلی این دوره از بازی‌ها قرار گرفت.
نواک جوکویچ، تنیسور افسانه‌ای صربستان دست‌پر از پاریس بازگشت و با کسب مدال طلا، ویترین افتخارات خود را کامل کرد.

## مدال‌آوران
| مدال | ورزشکار | ورزش      | رویداد                      | تاریخ    |
| ---- | --- | --------- | --------------------------- | -------- |
| طلا  | زورانا آرونوویچ دامیر میکتس | تیراندازی | تفنگ بادی ۱۰ متر مختلط تیمی | ۳۰ ژوئیه |
| طلا  | نواک جوکویچ | تنیس      | انفرادی مردان               | ۴ اوت    |
| طلا  | تیم ملی مردان واترپلو صربستان - رادوسلاو فیلیپویچ - دوشان ماندیچ - استراهینیا راشوویچ - ساوا رانجلوویچ - میلوش چوک - نیکولا ددوویچ - رادومیر دراشویچ - نیکولا یاکشیچ - نمانیا اوبویچ - نمانیا ویکو - پیتار جاکشیچ - ویکتور راشویچ - ولادیمیر میشویچ | واترپلو   | مسابقات مردان               | ۱۱ اوت   |
| نقره | الکساندرا پریشیچ | تکواندو   | ۶۷ کیلوگرم زنان             | ۹ اوت    |
| برنز | تیم ملی بسکتبال صربستان - اوروش پلاوشیچ - فیلیپ پتروشف - نیکولا یوویچ - بوگدان بوگدانوویچ - وانیا مارینکوویچ - اوگنین دوبریچ - نیکولا یوکیچ - واسیلیه میتسیچ - مارکو گودوریچ - دیان داویدوواتس - الکسا آوراموویچ - نیکولا میلوتینوف                 | بسکتبال   | مسابقات مردان               | ۱۰ اوت   |

## شرکت‌کنندگان
در فهرست زیر، به ورزشکاران این کاروان اشاره شده است. بازیکنان ذخیره محاسبه نشده‌اند.
| ورزش         | مردان | زنان | کل  |
| ------------ | ----- | ---- | --- |
| دو و میدانی  | ۲     | ۴    | ۶   |
| بسکتبال      | ۱۶    | ۱۲   | ۲۸  |
| بوکس         | ۱     | ۲    | ۳   |
| قایقرانی     | ۴     | ۴    | ۸   |
| دوچرخه‌سواری  | ۱     | ۱    | ۲   |
| جودو         | ۳     | ۳    | ۶   |
| روئینگ       | ۲     | ۱    | ۳   |
| تیراندازی    | ۲     | ۱    | ۳   |
| شنا          | ۴     | ۱    | ۵   |
| تنیس روی میز | ۰     | ۱    | ۱   |
| تکواندو      | ۲     | ۱    | ۳   |
| تنیس         | ۲     | ۰    | ۲   |
| والیبال      | ۱۲    | ۱۲   | ۲۴  |
| واترپلو      | ۱۳    | ۰    | ۱۳  |
| کشتی         | ۵     | ۰    | ۵   |
| کل           | ۶۹    | ۴۳   | ۱۱۲ |